# كومكبيس
كومكبيس أو قاعدة القصص المصورة هي برنامج كمبيوتر يتتبع مجموعات الكتب المصورة. تم إنشاؤه عام 1992 كبرنامج في نظام ماكنتوش. وظهر في إصدار ويندوز في عام 1996. واعتبارًا من فبراير 2015، كان في نسخته التاسعة عشرة (أطلق عليها اسم كومكبيس 2017) ومتاح لأجهزة الكمبيوتر التي تعمل بنظام التشغيل مايكروسوفت ويندوز 7 والإصدارات الأحدث. تتضمن قاعدة بياناتها الأسعار والملاحظات على أكثر من 800,000 إصدار فردي من الكتب المصورة، وتسمح للمستخدمين ببيع رسومهم المصورة عبر الإنترنت في سوق على الإنترنت يسمى Atomic Avenue.
يتضمن كومكبيس 2017 تطبيق ويب "My Comics" الذي يعمل مع برنامج سطح المكتب للسماح للمستخدمين بعرض مجموعاتهم وتحديثها على أي جهاز محمول تقريبًا من خلال استخدام تقنيات التصميم سريعة الاستجابة، بما في ذلك الهواتف الذكية أبل وويندوز وأندرويد والأجهزة اللوحية، بالإضافة إلى أجهزة مثل بلاي ستيشن بورتبل وكيندل. تم تقديم هذه الميزة مع كومكبيس 2015. كما يمكن تدوين المشتريات في تطبيق للهاتف المحمول إما عن طريق إدخال عنوان وإصدار الرسوم الهزلية، أو عن طريق التقاط صورة للقصص المصورة باستخدام كاميرا الجهاز المحمول.